# فيليب غونديه
فيليب غونديه (بالفرنسية: Philippe Gondet)‏ (مواليد 17 مايو 1942 - 21 يناير 2018) هو لاعب كرة قدم. يلعب مع منتخب فرنسا لكرة القدم. سبق له أن لعب في كأس العالم لكرة القدم مع منتخب بلاده.

## روابط خارجية
- فيليب غونديه على موقع الاتحاد الدولي (مؤرشف)  (الإنجليزية)
- فيليب غونديه على موقع قاعدة بيانات كرة القدم.إي يو (الإنجليزية)
- فيليب غونديه على موقع ليكيب (الفرنسية)
- فيليب غونديه على موقع ناشيونال فوتبول تيمز (الإنجليزية)
- فيليب غونديه على موقع عالم كرة القدم.نت (الإنجليزية)